# Jamb (igra)
Jamb je družabna igra s kockami za dva ali več igralcev.
Za igro je potrebno šest (6) kock, od katerih se jih točkuje samo pet (5) naenkrat. Cilj igre je izpolniti stolpce na igralnem listku.

## Pravila igre
Cilj igre je zbrati čim več točk s sestavljanjem kombinacij. Vsak igralec je na potezi 13 krat. Temu ustrezno je tudi število polj za kombinacije. Vsak igralni krog sme igralec vreči kocke največ 3 krat. Po prvem metu lahko izbere kocke, ki mu ustrezajo in jih drugič ne vrže. Podobno lahko stori pred tretjim metom. Igralec mora na koncu vsakega kroga unovčiti vrženo kombinacijo na kockah, tudi če kombinacija ne ustreza nobenemu praznemu polju. V takšnem primeru bo igralec prejel 0 točk za izbrano polje za kombinacijo. Zmaga igralec, ki zbere največ točk.
Polja za kombinacije
Zgornji del:
- enice
- dvojke
- trojke
- štirice
- petice
- šestice

Spodnji del:
- tris (tri kocke istim številom pik)
- poker (štiri kocke z istim številom pik)
- mala lestvica (štiri zaporedne številke)
- velika lestvica (pet zaporednih številk)
- full house (tris + dve kocki z istim številom pik)
- Jamb (pet kock z istim številom pik)

Dodatno polje
- chance (brez kombinacije)

## Točkovanje
V zgornjem delu prejme igralec toliko točk, kot je seštevek pik na kockah z ustreznim številom pik. Če igralec vrže na primer 2 6 5 5 1, in to kombinacijo unovči na polju 'petice', prejme 10 točk. Če je skupni seštevek točk v zgornjem delu enak 63 ali več, prejme igralec dodatnih 35 točk. Kombinaciji tris in poker prineseta igralcu tolikšno število točk, kot je vsota pik na vseh kockah (vendar le če je dosežena ustrezna kombinacija - v nasprotnem primeru dobi 0 točk). Za malo lestvico prejma igralec 25 točk, za veliko lestvico 30, za full house 40, za Jamb pa 50 točk. Chance polje prinaša toliko točk, kot je vsota pik na vseh kockah.

## Variacije
Obstaja precej variacij te igre s kockami. Gre za razlike pri točkovanju kombinacijah ali ostalih komponentah igre.